# Janos
Janos är en ort i Mexiko.   Den ligger i kommunen Janos och delstaten Chihuahua, i den nordvästra delen av landet, 1 600 km nordväst om huvudstaden Mexico City. Janos ligger 1 361 meter över havet och antalet invånare är 10 953.
Terrängen runt Janos är platt söderut, men norrut är den kuperad.  Trakten runt Janos är nära nog obefolkad, med mindre än två invånare per kvadratkilometer. Janos är det största samhället i trakten. Omgivningarna runt Janos är i huvudsak ett öppet busklandskap.